# ایتن آیورسن
ایتن آیورسن (انگلیسی: Ethan Iverson؛ زادهٔ ۱۱ فوریهٔ ۱۹۷۳) موسیقی‌دان، نوازنده پیانو و آهنگساز سبک جاز و جاز آوانگارد اهل ایالات متحده آمریکا است.